# Починок (Судоверфское сельское поселение)
Починок — деревня в Макаровском сельском округе Судоверфского сельского поселения Рыбинского района Ярославской области.
Небольшая деревня расположена в пригороде Рыбинска на левом берегу безымянного правого притока Фоминского ручья, к западу от автомобильной дороги, связывающей основную часть Рыбинска с его микрорайоном Переборы. К юго-западу от деревни проходит железнодорожная ветка местного значения, ведущая от Рыбинска через шлюз Рыбинского гидроузла на левый берег Волги. В пригородной зоне деревни расположены на небольших расстояниях (менее 1 км). На восток, за ручьём и дорогой — кварталы Рыбинска, ниже по течению, но с другой стороны реки вдоль дороги крупная деревня Макарово, к западу также крупная деревня Малинники, с юга ранее была небольшая деревня — Пузырево, которая сейчас не существует.
На 1 января 2007 года в деревне числилось 5 постоянных жителей. Деревня обслуживается почтовым отделением Рыбинск 20, по почтовым данным в деревне 12 домов.